# Paleotelevisión y la neotelevisión
Umberto Eco es el padre de dos conceptos que tienen un amplio predicamento en el análisis del discurso televisivo, y permiten ordenar históricamente la evolución de la televisión, son los conceptos de paleotelevisión y neotelevisión.  

## Paleotelevisión
Cuando se habla de paleotelevisión el concepto se refiere a algo que está desapareciendo actualmente, la programación de las televisiones públicas. Es una televisión pública con una programación que separa de manera estricta programación y publicidad, a su vez separa los géneros de ficción y entretenimiento. La paleotelevisión busca legitimarse como una ventana, como un canal, aspira a la veracidad del enunciado, quiere ser un canal que reproduce la realidad, quiere ser un espejo. 
La televisión, en su nacimiento, apela a su condición de ventana que permite acceder a la realidad. Eco afirma que la Paleotelevisión solo hablaba del mundo exterior, hacía o fingía hacer. Es una falacia.
Brecht y  Arnheim pedían que la radio dejara de ser una especie de altavoz de otras prácticas discursivas y se constituyera como un territorio discursivo autónomo. En el caso de la televisión, la cuestión no sería la de convertirse en altavoz de otras prácticas, sino constituirse en un registro de la realidad en estado puro, en un registro de los acontecimientos en curso. Para legitimar este ‘’status’’ comunicativo, acude a las metáforas de la ventana y del espejo.
Por ello, la paleotelevisión apela a la veracidad de su enunciado o, en términos semióticos, apela a la referencialidad entre el universo del discurso, de los signos y de los referentes. Una televisión que pretende constituirse como ventana, es una televisión que se reivindica como canal, como simple canal de comunicación en términos semióticos. Es el Modos de representación institucional, el tipo de estrategia comunicativa que especialmente atenta a borrar cualquier registro de la operación de enunciación. La televisión ni añadiría ni quitaría nada del mundo exterior, sería un canal.
	Por ello, en la Paleotelevisión está prohibida la mirada a cámara, la modelización subjetiva (yo, tú…), solo se permite la tercera persona. Todo acontece como si la televisión no estuviera presente. De hecho, desde que la televisión entra en el Parlamento, se cambia la forma de hablar en esta institución, porque ya no se habla solo para los parlamentarios.
La paleotelevisión busca su legitimación en su capacidad para mostrar el mundo exterior.
El modelo de vínculo al cual aspira la paleotelevisión es a  informar,  formar y entretener. Recogiendo la tradición de la  radio e inscribiéndola en la particular coyuntura de después de la Segunda Guerra Mundial. La televisión está marcada por la vocación pedagógica, que remite a la radio y también supone una corrección motivada por el contexto histórico. La televisión tenía que participar del proceso de recuperación democrática, tenía que ser una especie de escuela de  ciudadanía; objetivos desproporcionados, que nunca pudo conseguir la televisión, pero que sigue presente en la literatura institucional. Aspira al espacio del aula, que requiere un modelo de verbalidad determinado, de registro oral, que, por una parte, es un discurso de la tercera persona que aspiraría a la objetividad y a la  veracidad, y, por otra parte, aspiraría a la corrección. La televisión sería una escuela de verbalidad también.
	Aquella paleotelevisión recurría a un diseño de programación basado en una estricta separación de los  géneros y de bloques horarios, de manera que la información tenía que estar nítidamente separada del entretenimiento y la ficción; los bloques horarios que eran de potencial consumo de la infancia y la adolescencia, tenía que diferenciarse de los bloques horarios especialmente dirigidos a los adultos. La información tenía que estar claramente diferenciada de la publicidad, aunque en la mayoría de las democracias europeas, la publicidad era muy escasa y había muchas restricciones, sobre todo en horarios infantiles. 
	Una referencia clave sería el modelo estructural (televisión pública) y otra sería el diseño de producción. Algunos la llaman televisión de autor, otros la llaman una “televisión de los  realizadores”; era una televisión en la cual no mandaban los  productores. No había televisión privada y la televisión pública no tenía que competir con ella. Aquella televisión la producían internamente los  servicios públicos internos televisivos. Todavía no se había externalizado, no hacían empresas exteriores la programación. En el momento en que se privatiza el sistema televisivo, en el momento en que se externaliza la producción, se hace muy difícil competir con ellas, que tienen una plantilla mínima y una producción externalizada. Esto explica el déficit que tuvo la televisión pública.
	La Paleotelevisión era, por tanto, una televisión producida internamente, producida con criterios de servicio público, no de parámetros de mercado. Pero hay una tendencia a idealizar este modelo, aunque la realidad europea es heterogénea, tuvo resultados muy diferentes según el país.
	Sería útil mirar a la radio en su primera etapa. La mayoría de edad de la radio, como dirían Arnheim y Brecht, sería constituirse como sujeto comunicativo en pleno derecho. En la primera etapa de la televisión la legitimación de la televisión es presentarse como canal, que falazmente se presentaba como canal que pretendía acceder a la realidad.

## Neotelevisión
Es la televisión de la privatización, de la americanización, que erosione las fronteras entre programación y publicidad y las fronteras entre los géneros televisivos. En la neotelevisión está muy presente el concepto de la hibridación y el papel del espectador como protagonista.
	En su estrategia discursiva, la neotelevisión no aspira a la referencialidad, sino a la  autorreferencialidad. No aspira a ser la ventana del mundo exterior, como fingía hacer la paleotelevisión (ambos modelos de televisión creaban un modelo de inteligibilidad). La neotelevisión habla de sí misma y del vínculo que está construyendo con su espectador. Si la paleotelevisión invoca la veracidad del enunciado, del mundo exterior representado; en cambio, la neotelevisión invoca la veracidad de la enunciación, de la operación de contar, no de lo que se cuenta, el hecho de que hay un modelo de vínculo, que sobre todo se desarrolla en directo. Por esto, si en la paleotelevisión está prohibida la mirada a cámara, por lo contrario, la neotelevisión invoca la mirada a cámara, la modalización subjetiva. Por ello, si la paleotelevisión a lo que aspira es a borrar la enunciación, la neotelevisión hace ostentación, exhibe la operación de enunciación, la puesta en escena, para poder invocar la veracidad de la enunciación.
	Como consecuencia, un aspecto fundamental de la estrategia discursiva neotelevisiva es la postulación del espectador como sujeto de la enunciación. El mundo exterior en la paleotelevisión se pretendía representar verazmente. En un tipo de modalización como el que plantea la neotelevisión, es fundamental que el espectador se convierta en sujeto de la enunciación. Pero el espectador no toma el poder, ni se apodera del discurso televisivo. Cada vez hay más testimonios en directo en los informativos televisivos, cada vez son más reportajeados, pero no significa esto que el espectador tenga el poder para diseñar el discurso televisivo, sino que se trata de una estrategia enunciativa, de un modelo de representación del espectador que aspira a legitimar la veracidad de la enunciación. No se trata de lo que reivindicaba Brecht, que quería una apropiación de las nuevas redes para constituir un nuevo modelo de espacio público. 
	Un flujo televisivo como el de la neotelevisión aspira a construir otro modelo; ya no es la vocación pedagógica, el aula, la vocación de formar, informar y entretener. El eje fundamental en la legitimación del contrato pragmático de la neotelevisión es la conversión del espectador en lo que algunos autores han denominado “el héroe del espectáculo”. Si la paleotelevisión aspiraba a un diseño de la programación en el que se separaban los géneros y los bloques, la neotelevisión (TV de la privatización, de la crisis, de la producción a la baja), el género total es el género de este modelo de programación, para referirse a la hibridación de los géneros, para referirse a la erosión de las fronteras entre los géneros que pretendía tener la paleotelevisión. En lugar de diferenciar los géneros y los bloques, lo que tenemos es la operación contraria, la de borrar las fronteras: reality show, talk Show, infotainment, docusoap…
	Esto responde a un modelo estructural privado, en el cual el vínculo es entre publicidad, programación y audiencia. El diseño de producción, ya no es la televisión de los realizadores, de los profesores de la vieja televisión; es la televisión de los productores, del productor ejecutivo (en cine la figura que jerarquiza los créditos es el director; pero en TV es la del productor ejecutivo). Se trata de una programación televisiva externalizada y las productoras están altamente especializadas en la producción de la serialidad de ficción, del reality show, del talk show… Es el modelo de producción de la neotelevisión.

## Hipertelevisión
La influencia de Internet no solo se hace sentir en ‘’los nuevos medios’’ sino también en los medios tradicionales, como la televisión, la cual ha incorporado en los últimos años características propias de la interactividad de las redes digitales.
Como se ha explicado anteriormente, a mediados de los 80, Umberto Eco definió la Paleotelevsión y la Neotelevisión, sin embargo, en su último libro, Carlos Scolari (2008) sostiene que a partir de la experiencia hipertextual, los medios deben adaptarse a la producción de estos nuevos perfiles de espectadores. Es por eso, que propone un concepto que supera la división Paleo/NeoTV, y propone el término Hipertelevisión para definir este momento de evolución mediática. 
Según Scolari, la Hipertelevisión tiene ciertas características para captar el interés del espectador. Algunas de ellas pueden verse en series, reality shows y noticieros. Las características que propone Scolari son las siguientes:
- Multiplicidad de programas narrativos: Las series no están basadas en relatos lineales y unitarios sino que las historías se multiplican y las aventuras de sus personajes se entrecruzan formando una compleja trama argumental.
- Fragmentación de la pantalla: Es un recurso que se utiliza para presentar varios programas de forma simultánea, con lo que la TV busca parecerse a la pantalla de un ordenador. En muchos programas periodísticos, el uso del  zócalo (texto que aparece en la parte inferior de la pantalla) se ha vuelto una práctica editorial más que informativa.
- Ritmo acelerado: el montaje se acelera para dar cabida a todos los programas. La sucesión de los planos, historias y movimientos de cámara se producen de forma acelerada e implacable.
- Intertextualidad desenfrenada: la cita constante a otros programas o producciones también es una de las características de la estética hipertextual, por la cual la TV se  autoconsume, dando lugar a la llamada metatelevisión.
- Extensión narrativa: los relatos de la hipertelevisión no se agotan en una capítulo ni en una temporada, sino que se extienden a través de los años. Además, en ocasiones, también se extienden a otras plataformas como los videojuegos o los cómics, integrando así un relato transmediático.

Para Carlos Scolari, todas estas singularidades se deben a las experiencias de consumo hipertextual tales como navegar por la red, los videojuegos o el trabajo multitarea con distintas ventanas o aplicaciones abiertas y en funcionamiento al mismo tiempo. Las nuevas textualidades televisivas como las multipantallas, los relatos transmediáticos y la multiplicación de los programas narrativos, no existirían si a finales de los años 90, millones de usuarios no hubieran tenido experiencias hipertextuales.  Desde una visión desde la ecología de los medios, se piensa que, los medios, no se sustituyen unos a otros, sino que se influyen recíprocamente generando cambios en sus formas y formatos. Así, podemos hablar de la convergencia mediática y cultural en la que vivimos actualmente, la cual no sería posible sin la existencia de la interactividad y la digitalización de la información.
Como resultado, se crea un nuevo tipo de consumo televisivo caracterizado por una recepción fragmentada en miles de situaciones individuales, asincrónica y ubicua. De este modo, cada consumidor tiene acceso a un programa diferente y se confirma la idea de "aldea global" de McLuhan. Por tanto, el sentido comunitario desaparece y aún tendrán que pasar más años para ver las consecuencias de la hipertelevisión. Algunos autores se preguntan si estamos viviendo la muerte de la televisión, pero Scolari quiere pensar que, en realidad, estamos asistiendo a un proceso de cambio del rol que este medio de comunicación tiene en la sociedad.